# 안도 사쿠라 (1986년)
안도 사쿠라(일본어: 安藤 サクラ, 1986년 2월 18일 ~ )는 일본의 배우이다. 본명은 안도 사쿠라(安藤 さくら)이다. 도쿄도 출신이며 돈규 클럽를 거쳐 휴머니티에 소속해 있다. 가쿠슈인 여자 대학 국제문화 교류학부를 졸업했으며 남편은 배우 에모토 타스쿠이다.

## 출연 작품

### 영화
- 2006년 《긴 산책》
- 2009년 《러브 익스포져》
- 2009년 《죄와 벌》
- 2010년 《모든 것은 바다가 된다》
- 2010년 《사이타마 래퍼2》
- 2012년 《가족의 나라》
- 2014년 《백엔의 사랑》
- 2018년 《어느 가족》
- 2022년 《한 남자》 - 타니구치 리에 역
- 2023년 《괴물》
- 2023년 《고지라-1.0》 - 오타 스미코 역
- 2023년 《유토리입니다만 무슨 문제 있습니까 인터내셔널》 - 사카마 아카네 역
- 2023년 《배드 랜드》 - 네리 역
- 미정 《도라》

### 드라마
- 2007년 《여제》
- 2007년 《바람의 끝》
- 2008년 《Room Of King》
- 2009년 《찬스!: 그녀가 성공한 이유》
- 2009년 《그래도, 살아간다》
- 2010년 《노다라고 합니다》
  - 2011년 《노다라고 합니다 시즌2》
  - 2011년 《노다와 메리 크리스마스》
- 2011년 《해님》
- 2012년 《속죄》
- 2012년 《블랙보드: 시대와 싸운 교사들》
- 2013년 《서점원 미치루의 신상이야기》

## 같이 보기
- 이누카이 다케루 - 모친 안도 카즈는 다케루의 서녀(사쿠라의 외할머니가 다케루의 첩)이므로 사쿠라의 외조부이다.